# York County, Virginia
York County är ett administrativt område i delstaten Virginia, USA, med 65 464 invånare (2010). Den administrativa huvudorten (county seat) är Yorktown.

## Geografi
Enligt United States Census Bureau så har countyt en total area på 558 km². 275 km² av den arean är land och 285 km² är vatten.  

### Angränsande countyn
- Gloucester County - nordost
- Mathews County - öster
- Northampton County - öster
- James City County - väst